# Télévision nationale d'Haïti
 (janvier 2022).
Si vous disposez d'ouvrages ou d'articles de référence ou si vous connaissez des sites web de qualité traitant du thème abordé ici, merci de compléter l'article en donnant les références utiles à sa vérifiabilité et en les liant à la section « Notes et références ».
Télévision nationale d'Haïti est la société publique de télédiffusion haïtienne. Elle est chargée de la production de la chaîne de télévision d'État TNH et a une mission de service public.

## Histoire
La TNH a été fondée le 23 décembre 1979. Elle est rattachée au ministère de l'Information ; son siège est situé à Port-au-Prince.
En 1987, la TNH est fusionnée avec la Radio nationale à l’intérieur d’un réseau dénommé : RTNH (Radio Télévision nationale d’Haïti). Par la suite, ce service commun général reprend sa dénomination première: TNH.
En 1995, elle change de tutelle avec la création du ministère de la Culture.
En octobre 2006, le gouvernement de Jacques-Édouard Alexis sous la présidence de René Préval renomme une fois de plus ce réseau radiophonique et télévisuel, RTNH, afin de mieux promouvoir distinctement ces deux médias.
Lors du tremblement de terre dévastateur du 12 janvier 2010, le bâtiment de la Télévision nationale résista grâce à sa structure anti-sismique. Dès le lendemain de la catastrophe, la diffusion reprend. Le 14 janvier, les journalistes haïtiens présentent à nouveau le journal télévisé en direct. Néanmoins les locaux sont actuellement moins occupés, le personnel (techniciens et journalistes) préférant travailler dans l'enceinte extérieure attenante au bâtiment.